# 洛斯波索斯 (洛斯波索斯區)
洛斯波索斯（西班牙語：Los Pozos），是巴拿馬的城鎮，位於該國中南部，由埃雷拉省的洛斯波索斯區負責管轄，面積59.2平方公里，2010年人口2,199，人口密度每平方公里37.1人。